# Canal de la Robine

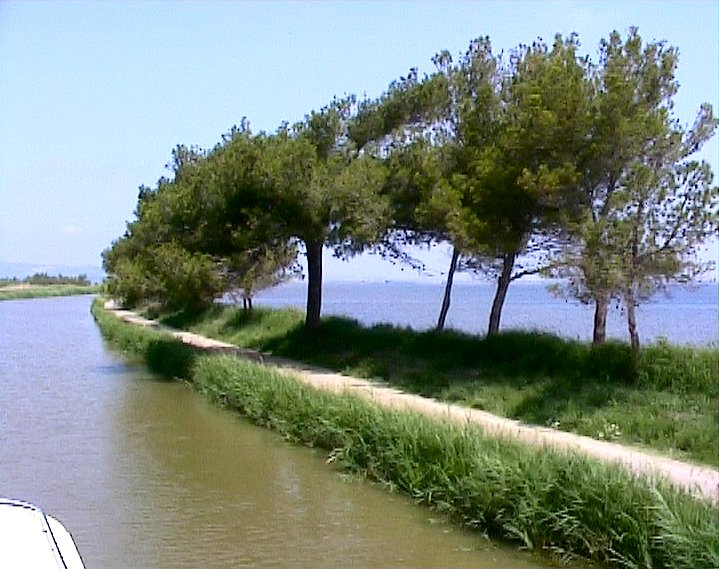
Der Kanal zwischen Lagunenseen kurz vor dem Anschluss zum Mittelmeer bei Port-la-Nouvelle

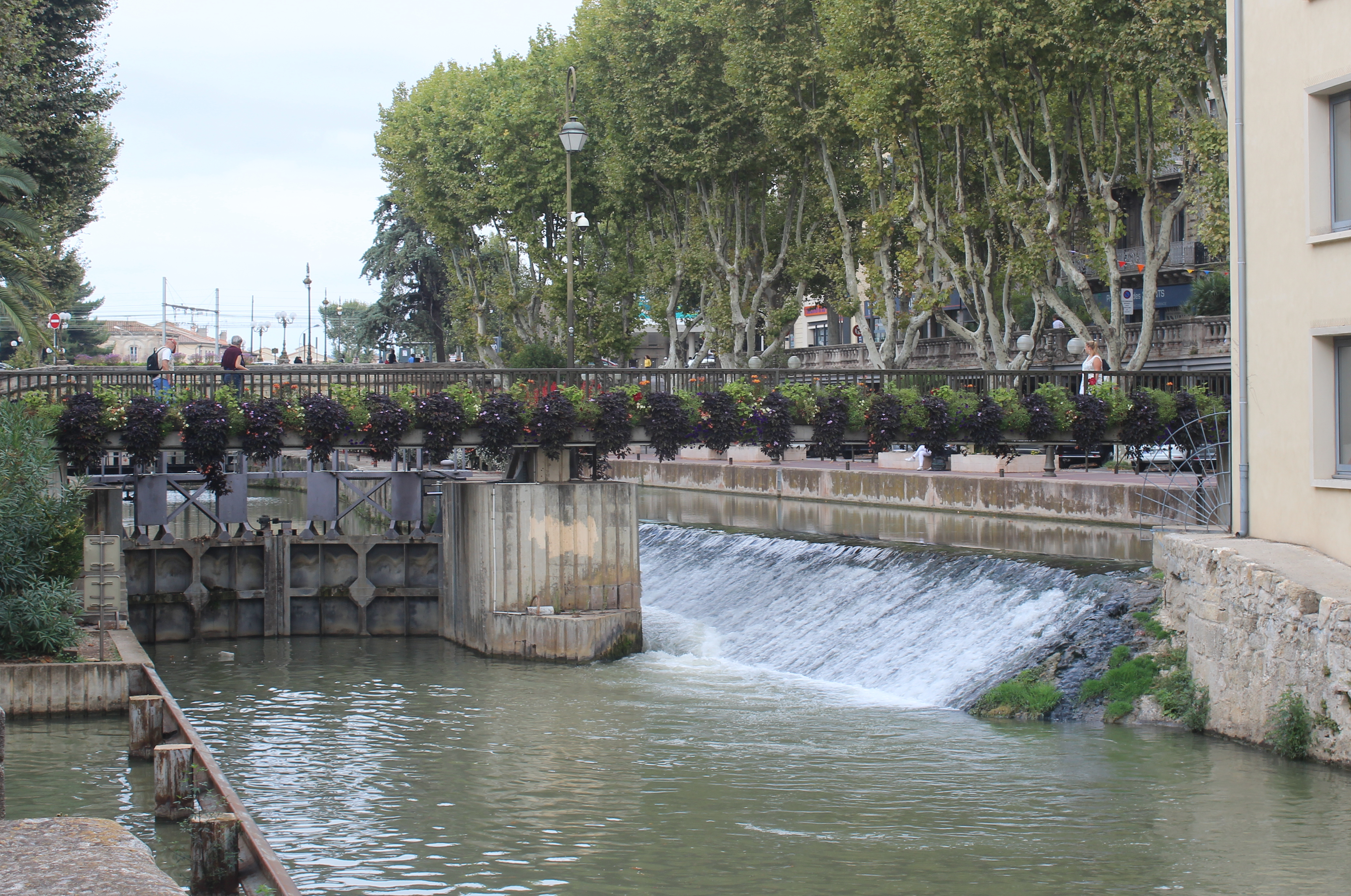
Schleuse und Wehr bei Narbonne

Der Canal de la Robine ist ein Schifffahrtskanal, der in Frankreich, im Département Aude in der Region Okzitanien liegt. Er schließt die Stadt Narbonne an das Mittelmeer und über den Canal de Jonction an den Canal du Midi an. Er verläuft über große Strecken bei Narbonne durch das Bett eines ehemaligen Seitenarms der Aude, welches seit einer Überschwemmung mit starker Sedimentablagerung um das Jahr 1316 keinen natürlichen Zufluss mehr hatte. Fast 100 Jahre später wurde der Kanal in Betrieb genommen, um Narbonne einen Zugang zum Meer zu erhalten.

## Verlauf und technische Infrastruktur
Er ist ein Meereskanal, der von Moussoulens (Gemeinde Moussan), an der Aude, bis nach Port-la-Nouvelle verläuft, wo er nach 33 Kilometern in das Mittelmeer mündet. Der Höhenunterschied zwischen dem Aude-Tal und der Meeresmündung beträgt nur rund neun Meter, für deren Überwindung jedoch sechs Schleusen errichtet wurden.
Zwischen Narbonne und der Meeresmündung verläuft der Kanal durch eine flache Lagunen-Landschaft (Étang de Bages et de Sigean, Étang de l’Ayrolles). Die Wasserversorgung des Kanals erfolgt durch den Fluss Aude.
Richtung Norden findet der Kanal nach etwa 650 Meter Schifffahrt auf der Aude seine Fortsetzung im Canal de Jonction, der eine Verbindung zum nur fünf Kilometer entfernten Canal du Midi herstellt.

### Koordinaten
- Ausgangspunkt des Kanals: 43° 14′ 42″ N, 2° 57′ 39″ OKoordinaten: 43° 14′ 42″ N, 2° 57′ 39″ O
- Endpunkt des Kanals: 43° 1′ 30″ N, 3° 2′ 31″ O

### Orte am Kanal
- Moussoulens, Gemeinde Moussan
- Narbonne
- Port-la-Nouvelle

## Geschichte
Das römische Narbonne, Narbo Martius, war eine prosperierende Hafenstadt, die über einen südlichen Arm der Aude an das Mittelmeer angeschlossen war. Bereits zu römischer Zeit verlandete die Flussmündung durch Sedimentablagerungen der Aude zunehmend. Kaimauern an der Mündung sollten die Verlandung stoppen, so dass bereits zu dieser Zeit die Audemündung kanalisiert war.
In Folge eines starken Hochwassers Anfang des 14. Jahrhunderts fiel der südliche Mündungsarm der Aude, der durch Narbonne floss, trocken und nur der nördliche Arm mündete westlich des Massif de la Clape ins Meer, entsprechend dem heutigen Verlauf des Flusses. Narbonne hatte dadurch keine schiffbare Verbindung zum Meer, ein Bedeutungsverlust und Einbruch des Handels drohte. Das genaue Datum ab wann das Flussbett bei Narbonne trocken fiel, ist nicht bekannt. Per Konvention wird ein starkes Hochwasser im Oktober 1316 als Auslöser angenommen. Bereits 1329 wurde ein Plan erstellt, um das alte Flussbett wieder mit Aude-Wasser zu fluten. Erst 1346 wurde eine Einigung über die Finanzierung und den Umfang der Arbeiten erzielt. Trotz der Pestepidemie, bei der 1348 fast zwei Drittel der Stadtbewohner starben, und der erheblichen Kosten begannen die Arbeiten 1352 bei Cuxac-d’Aude. Diesem ersten Projekt war jedoch kein dauerhafter Erfolg beschieden. Es wurde häufig durch Überschwemmungen beschädigt und 1382 durch Feinde der Stadt zerstört.
Ein besserer Standort um das Aude-Wasser in das alte Flussbett zu leiten wurde drei Kilometer flussaufwärts bei Moussoulens gefunden, wo der heutige Canal de la Robine beginnt. 1406 war das Projekt abgeschlossen. Die Kosten betrugen etwa 6000 Livre, von denen zwei Drittel die Stadt Narbonne übernehmen musste, das andere Drittel wurde unter dem Vicomte und dem Erzbischof von Narbonne sowie weiteren interessierten Parteien aufgeteilt. Die Summe für die Stadt war erheblich. Zum Ausgleich genehmigte der König eine Salzsteuer auf die Produkte der Salinen in den anliegenden Lagunen zu Gunsten der Stadt.
Auch die neuen Kanalbauten wurde von den Fluten der Aude nicht verschont. Zwei Drittel der überlieferten städtischen Rechnungen aus dem 15. und 16. Jahrhundert befassen sich mit der Beseitigung entsprechender Schäden. Eine besonders verheerende Flut Ende des Jahres 1529 verursachte Schäden, deren Behebung drei Jahre dauerte. Für die ersten beiden Jahre sind Rechnungsbeträge von 7500 Livre überliefert – bei einem normalen städtischen Budget von unter 5000 Livre. Einige Tage vor Weihnachten 1585 ließ Montmorency-Damville die Ableitung es Audewassers in den Kanal zerstören. Auf Grund der anhaltenden Religionskriege dauerte die Wiederherstellung bis 1593. Es sollte die einzige absichtliche Zerstörung am Canal de la Robine bleiben.
1787 wurde durch den Bau des Canal de Jonction eine schiffbare Verbindung mit dem etwa 100 Jahre vorher gebauten Canal du Midi hergestellt.

## Der Name „Robine“
Robine oder roubine bezeichnet in Südfrankreich einen kleinen Kanal.
Bezogen auf den Canal de la Robine wurde der Begriff erst nach 1400 verwendet. Ursprünglich bezog er sich nur auf den ersten Abschnitt von der Aude bis nach Raonel, wo sich auch die erste Schleuse befindet. Die Bedeutung wurde in der Folgezeit ausgeweitet auf die Abschnitte nach Narbonne und bis zum Meer.

## Wirtschaftliche Bedeutung
Die Frachtschifffahrt hat nach und nach an Bedeutung verloren. Heute wird der Kanal hauptsächlich von Sport- und Hausbooten genutzt.

## Sehenswürdigkeiten
- Pont des Marchands in Narbonne, eine Häuserbrücke römischen Ursprungs